# آکینوری اوکادا
آکینوری اوکادا (岡田明憲، Akinori Okada؛ ۱۹۴۷) دین پژوه ژاپنی، محقق دین زرتشت و رئیس انجمن مزدا یاسونا (انجمن زرتشتیان ژاپن) است.

## زندگی‌نامه
- سال ۱۹۴۷ در توکیو متولد شد.
- پس از فارغ التحصیلی از دپارتمان بودیسم، دانشکده ادبیات دانشگاه تویو در سال ۱۹۷۳، به مطالعه میدانی درباره ایران و هند پرداخت.
- در سال ۱۹۷۹ دوره دکتری تمدن را در دانشگاه توکای به پایان رساند.
- او توسط ایوائو تاکایاما فیلسوف مکتب کیوتو آموزش دید. پژوهشگر ایران‌شناسی، هندشناسی، خاورشناسی و تمدن‌های باستانی شد.

## کتاب‌ها
- «سرود زرتشتی برای خداوند» انتشارات هیراکاوا، شابک ISBN 4892030538
- «جن‌گیری زرتشتیان» انتشارات هیراکاوا، شابک ISBN 4892030821
- «اندیشه عرفانی زرتشت» انشارات کودانشا، شابک ISBN 4061488880
- «اندیشه عرفانی در اوراسیایی» انتشارات گاکن، شابک ISBN 4054018351
- «جهان پس از مرگ سرنوشت مردگان و مفهوم زندگی» انشارات کودانشا،

## کتاب‌ها با همکاری دیگر نویسندگان
- جلد ۸ مجموعه کتاب «خاور چیست؟» ، انتشارات فوجیوارا ۲۰۰۴
- جلد ۱۴ مجموعه کتاب «نام من سرخ است - رمزگشایی با تفکر عرفانی»، انتشارات فوجی‌وارا ۲۰۰۸